# Гвинтокрилий літальний апарат

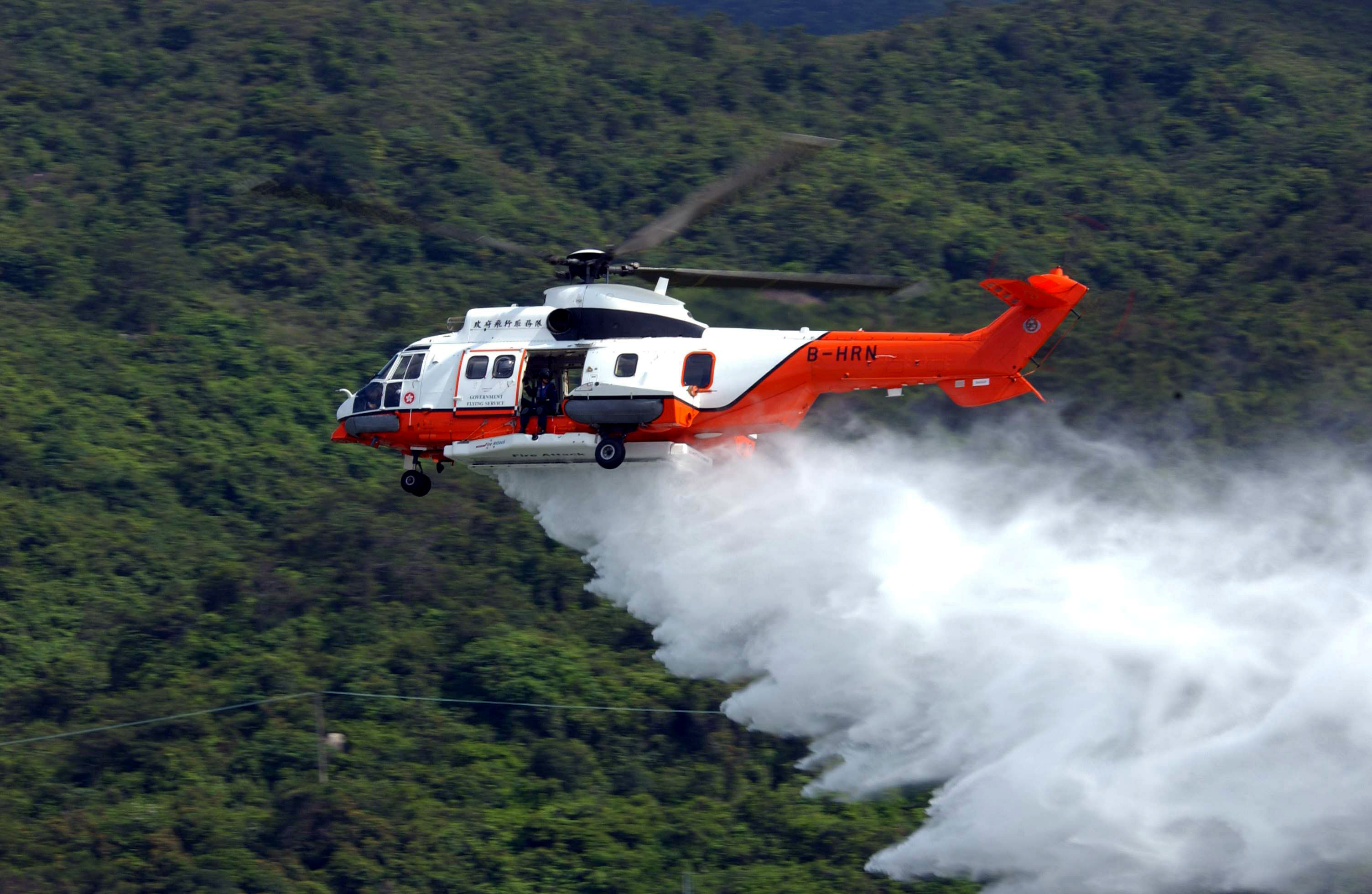

Гвинтокрилий літальний апарат — це літальний апарат, важчий за повітря, який здіймається в повітря завдяки підйомній силі, утвореній крилами, які обертаються довкола щогли і називаються обертовими крилами або лопатями. Декілька обертових крил, закріплених на одній щоглі, називаються несучим гвинтом вертольота або ротором. Міжнародна організація цивільної авіації (ІКАО) дає визначення гвинтокрилого літального апарата як той, що «підтримує політ у повітрі за допомогою одного або декількох роторів». Гвинтокрилі літальні апарати це група літальних апаратів, яка включає в себе такі літальні засоби, в яких один або декілька гвинтів використовуються для забезпечення підйомної сили під час усього польоту, такі як вертольоти, циклокоптери, ротоплани та гвинтокрили. Комбіновані гвинтокрилі апарати можуть включати додаткові двигуни для створення тяги або пропелери, а також статичні несучі поверхні.

## Класи гвинтокрилів

### Вертоліт
Вертоліт це тип гвинтокрилих апаратів ротор якого керується двигуном або двигунами під час всього польоту, що дозволяє йому здійматися вертикально, зависати, летіти вперед, назад і в сторони, а також сідати вертикально. Вони мають декілька різних конфігурацій із одним або кількома головними роторами.
Вертольоти із одним єдиним підйомним роторним приводом потребують свого роду пристрою для усунення крутного моменту, такого як кермовий гвинт, фенестрон, чи NOTAR, за винятком деяких рідких прикладів вертольотів, що використовують реактивну тягу на закінцівках, і які майже не утворюють крутного моменту.

### Циклогір/циклокоптер
Циклокоптер це гвинтокрил, ротори якого також приводяться в дію двигуном під час всього польоту, але лопаті обертаються довкола горизонтальної осі знаходячись паралельно до неї. Вони розроблялися деякими країнами, які хотіли замінити вертольоти, що мають ряд серйозних недоліків такі як мала ефективність в прямому польоті, мала швидкість, досить значний шум і рівні вібрації, обмежена дальність польоту, і низка стеля висоти. На сьогодні літаючі моделі і прототипи побудовані в Китаї, США, Південній Кореї і Австралії.

### Гіроплан

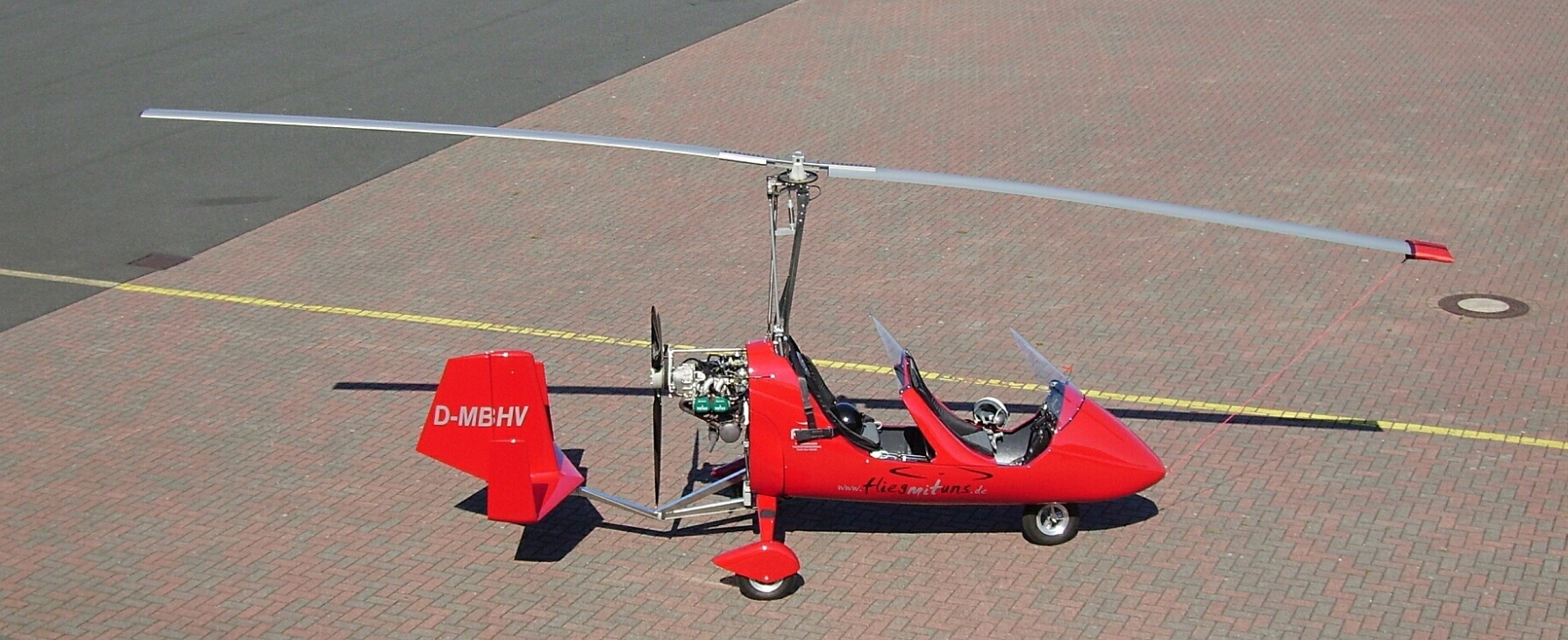
Автожир зареєстрований в Німеччині

Гіроплан (іноді автожир, гірокоптер або ротоплан) має ротор без двигуна, який приводиться в дію аеродинамічними силами в стані авторотації що утворює підіймальну силу, і повітряний гвинт, який приводиться в дію двигуном, аналогічний як в літака із нерухомим крилом, для створення тяги. Хоча ротор гіроплана виглядає як такий, що у гелікоптера, він повинен мати потік повітря для того щоб обертатися і здійматися вгору. Перші гіроплани нагадували літаки того часу, мали крила і розташований з переду тяговий двигун, який тягнув літак у повітрі. Пізні моделі гіропланів мають конфігурацію із штовхаючим пропелером і двигун ззаду.
Автожир винайшов іспанський винахідник в 1920 р. Хуан де Ла С'єрва. Автожир із штовхаючими гвинтом вперше випробував Етьєн Дормоу із своїм варіантом Buhl A-1.

### Гіродін/Гвинтокрил

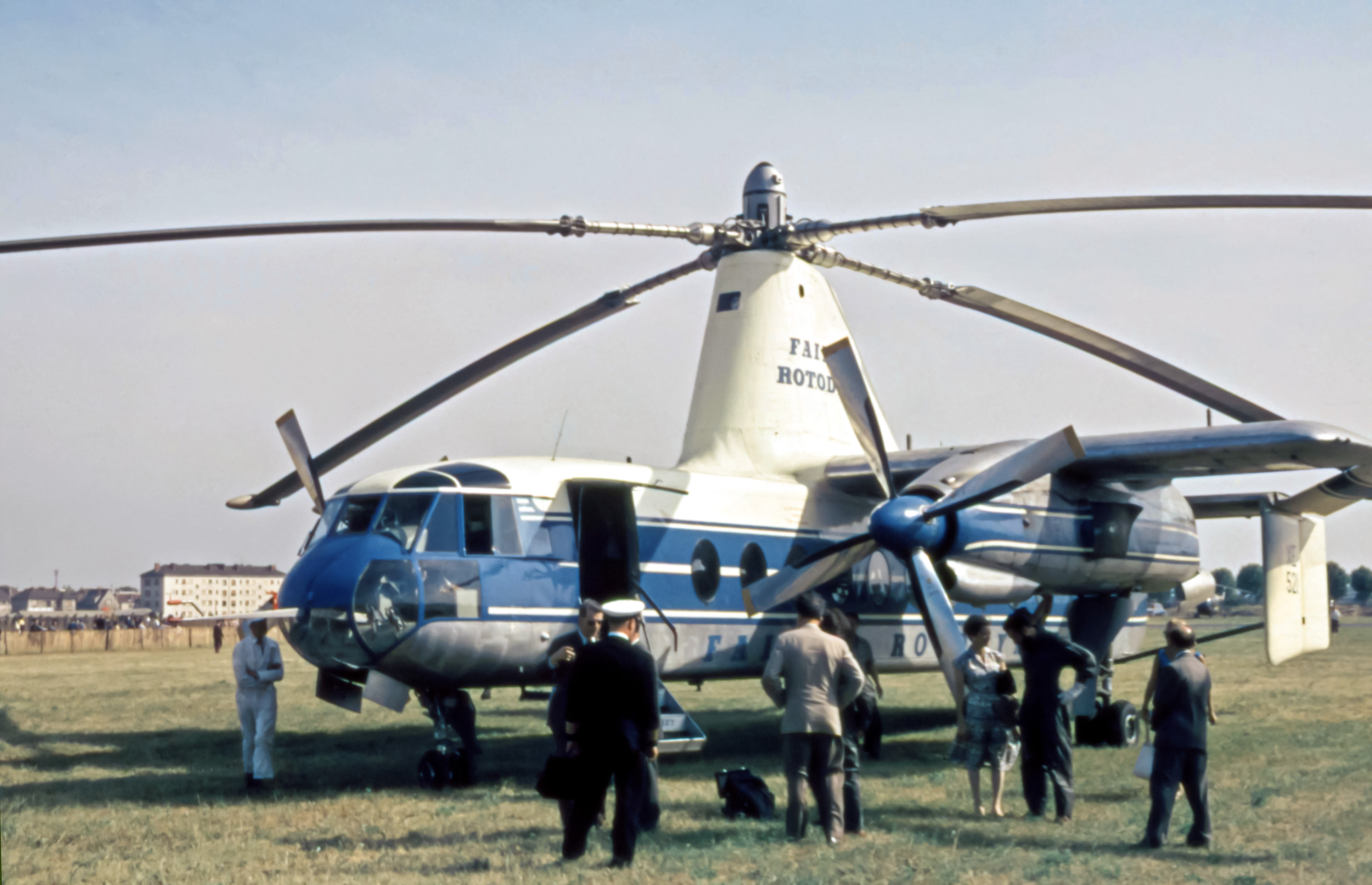
Прототип Фері Ротодіна

Ротор гвинтокрила зазвичай приводиться в дію двигуном для зльоту посадки і зависання як в гелікоптера, а також із одним або декількома гвинтами для створення тяги і усунення крутильного моменту, що встановлені на коротких крилах. Чим більше потужності надається гвинту тим менше потужності необхідно прикладати до ротору аби утворювати поздовжню тягу і що дозволяє зменшити кути нахилу для лопатей роторного гвинта. На круїзній швидкості майже вся тяга створюється пропелерами, а ротор отримує потужність достатню лише для подолання опору фюзеляжу і здійснення підйому. В результаті такий гвинтокрил здійнсює політ більш ефективно ніж вільний ротор автожира в його авторотації, і зводить до мінімуму небажані ефекти пов'язані із звалюванням гелікоптерів на більших повітряних швидкостях.